# Utsunomiya
Utsunomiya (em japonês: 宇都宮市; rōmaji: Utsunomiyashi) é uma cidade japonesa localizada na província de Tochigi.
Em 2010, a cidade tinha uma população estimada em 510 416 habitantes e uma densidade populacional de 1224,49 h/km². Tem uma área total de 416.84 km². Utsunomiya está localizada aproximadamente 100 km ao norte de Tóquio. Essa cidade também é famosa pelos restaurantes de gyoza, tem mais de duzentos restaurantes espalhados pela cidade.
Recebeu o estatuto de cidade a 1 de abril de 1896.

## Cidades-irmãs
- Tulsa, Estados Unidos
- Manukau, Nova Zelândia
- Orleães, França
- Qiqihar, China
- Pietrasanta, Itália